# Wenceslao Escalante

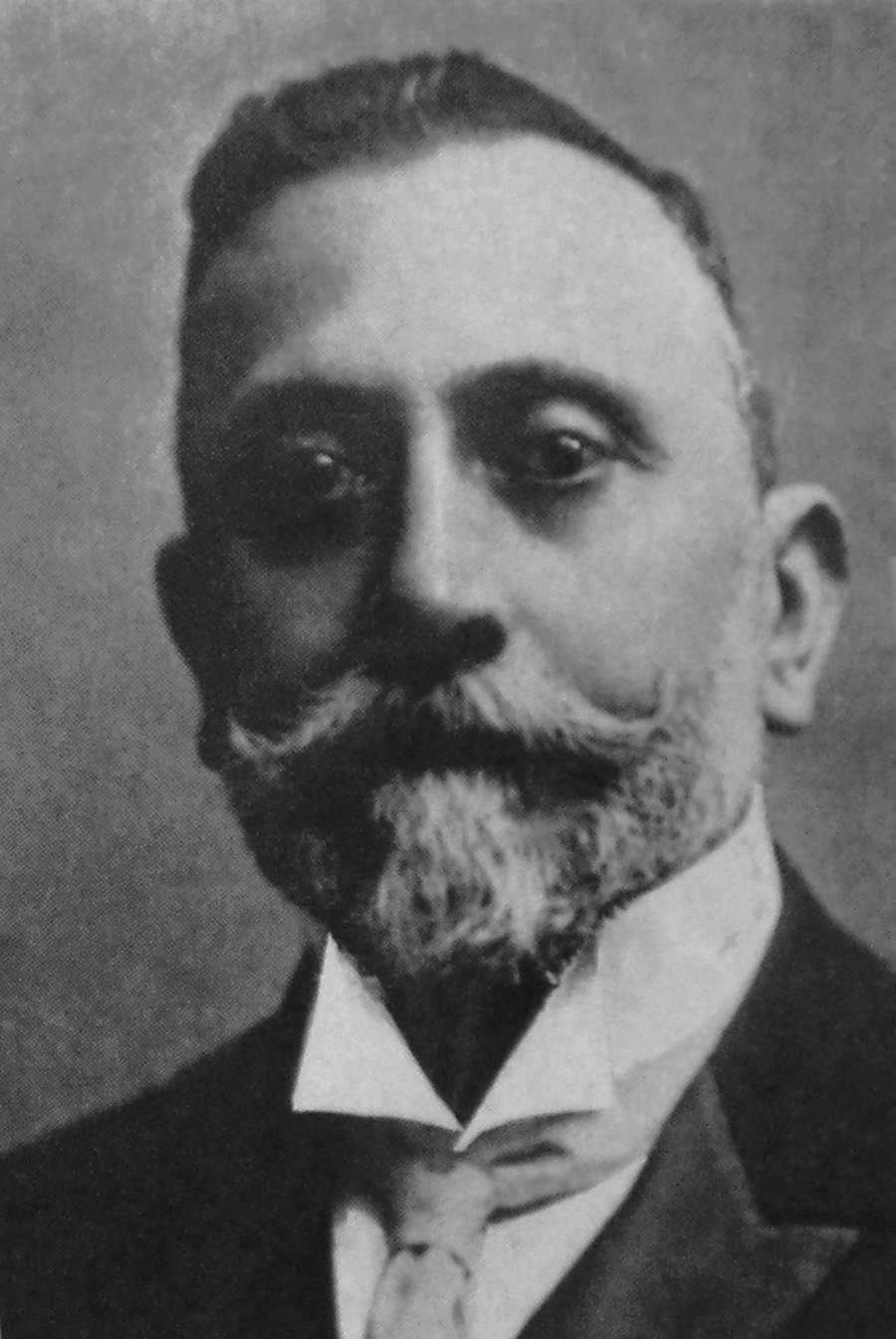
Wenceslao Escalante

Wenceslao Escalante (* 28. September 1852 in Santa Fe; † 1912 in Buenos Aires) war ein argentinischer Minister und Professor der Rechtswissenschaften.

## Leben
Escalantes Familie ließ sich 1860 in Buenos Aires nieder, wo er auch studierte. Bis 1881 leitete er die Banco Hipotecario Nacional (Nationale Hypothekenbank) und war anschließend Direktor der Banco de la Nación Argentina (Argentinische Nationalbank). Escalante war Teil der „Generation 80“, einer wirtschaftlichen Struktur, die Argentiniens Profil als Agrar-Exportland schärfte und den Kapitalismus stärkte.
1882 präsentierte er der Comisión Directiva del Congreso Pedagógico (Direktorenkonferenz des Pädagogenkongresses) ein Arbeitspapier mit dem Titel Educación de la Voluntad (Erziehung des Willens). Ab 1884 war er Professor an der Fakultät für Rechtswissenschaften der Universidad de Buenos Aires.
Im Jahr 1887 wurde Escalante Abgeordneter der Provinz Buenos Aires. In seiner Amtszeit als Landwirtschaftsminister in der Regierung von Präsident Julio Argentino Roca führte er das so genannte Landgesetz ein, das darauf abzielte, die Produktivität im Landwirtschaftssektor zu steigern. In seiner Amtszeit gründete er 1901 die Hochschule für Agrarwirtschaft- und Veterinärmedizin, die am 19. August 1904 eine Fakultät der Universität von Buenos Aires wurde.
In der Provinz Córdoba wurde ein Dorf, Wenceslao Escalante, nach ihm benannt. In Santa Fe, wo Escalante Ödland besaß, sind ein Nachbarort, eine Schule und zwei Clubs nach ihm benannt.